# لارس ویدینگ
لارس ویدینگ (سوئدی: Lars Widding؛ ‏ ۳۱ اکتبر ۱۹۲۴ – ۳ مارس ۱۹۹۴) نویسنده و روزنامه‌نگار اهل سوئد بود.
از فیلم‌هایی که وی در آن‌ها نقش داشته است، می‌توان به مهمانی شرکت اشاره نمود.